# دانیله چیپری
دانیله چیپری (انگلیسی: Daniele Ciprì؛ زادهٔ ۱۷ اوت ۱۹۶۲) یک کارگردان، فیلم‌نامه‌نویس، فیلم‌بردار، و تدوین‌گر اهل ایتالیا است. 
از فیلم‌هایی که وی در آن‌ها نقش داشته است، می‌توان به جان دادن برای تانو اشاره نمود.